# Tízlábú rákok

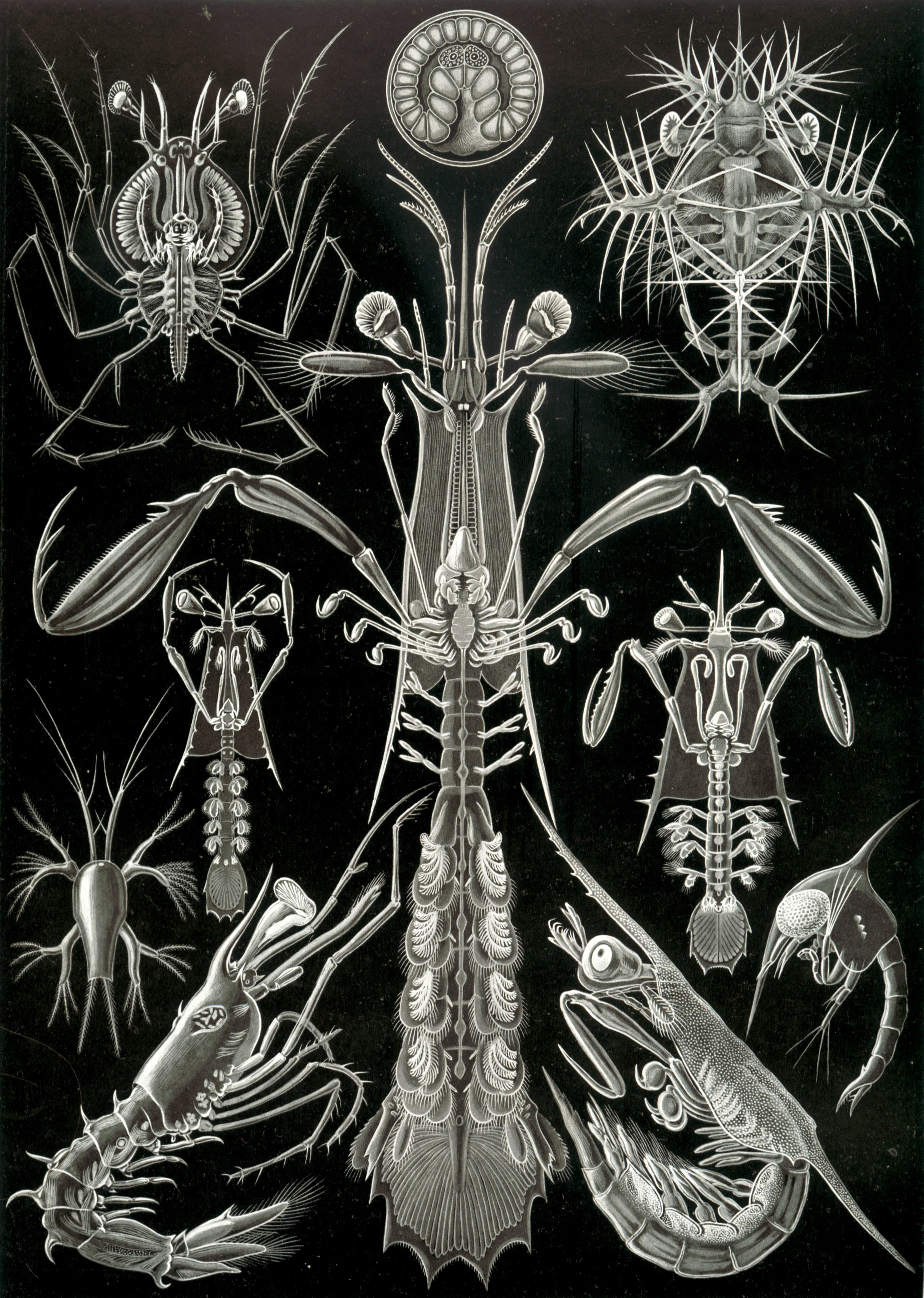
Ernst Haeckel rajzai tízlábú rákokról

A tízlábú rákok (Decapoda) az ízeltlábúak (Arthropoda) törzsébe a rákok (Crustacea) altörzsbe és a felsőbbrendű rákok osztályába tartozó rend mintegy tízezer fajjal.

## Származásuk, elterjedésük
A civilizáció (közlekedés, szállítás, díszállattenyésztés, kereskedelem) számos faj elterjedési területét jelentősen megnövelte. Ezek új élőhelyeiken elszigetelt populációkat hoznak létre, és az életképesek könnyen inváziós fajjá válhatnak.
Ennek megfelelően Magyarországon a 2020-as évek közepén három őshonos és több mint harminc betelepült fajukat ismerjük. A három bennszülött faj:
- kecskerák (Astacus leptodactylus),

- folyami rák (Astacus astacus),
- kövi rák (Austropotamobius torrentium).

Az invazív fajok közül különösen veszélyes a 2020-as évek elején betelepült kaliforniai vörösrák.

## Megjelenésük, felépítésük
Megnevezésük némiképp megtévesztő, mert azt sugallja, hogy tíz járólábuk van. Valójában legtöbbször nyolc lábon járnak, mert az első pár ollóvá módosult.
Fejük (caput) és toruk (thorax) fejtorrá (cephalotorax) nőtt össze – ezt a fejből kiinduló hátpajzs (carapax) fedi. A carapax elülső, orrszerű nyúlványa a rostrum; ennek formája fontos határozó bélyeg. Kopoltyúik a hátpajzs két oldala és a tor közötti üregben helyezkednek el, a kopoltyúnyílások — az első pár állkapcsi láb kivételével — a lábak tövénél vannak.
Szelvényezett állatok: a három fő testtáj (fej, tor és potroh) külön-külön is több, összesen 19 szelvényből áll. Minden szelvénynek van egy pár szelvénynyúlványa. A fej öt szelvényből áll; az ezeken elhelyezkedő nyúlványpárok egykori járólábakból módosultak jelenlegi alakjukba (a szem is). Az első szelvényhez csatlakozik az első pár csáp (antennula), a másodikhoz a második pár csáp (antenna). Ezek fő feladata az érzékelés (mechanikai és kémiai ingereket fognak fel). A harmadik, negyedik és ötödik szelvény végtagjai a táplálkozásra módosultak. Egy pár rágó a mandibula, az első pár állkapocs a maxillula és a második pár állkapocs a maxilla. A rágó feladata a táplálék felaprítása, a két pár állkapocs a lehulló törmeléket szedegeti fel. Az összetett szem hosszú nyélen ül.
Nyolc torszelvényen helyezkedik el a nyolc pár láb (szelvényenként egy pár). Az elülső 3 pár úgynevezett „állkapcsi lábbá” alakult, a hátulsók a járólábak. Az állkapcsi lábak szerepe a táplálék megragadása és a szájszervhez mozgatása. Többnyire a második pár járóláb is ollóban végződik; ez kisebb az első lábpárénál. Az állkapcsi lábak szelvényei a fejjel többnyire összeforrnak.
A hat szelvényből álló potroh (abdomen) mindegyik szelvényéből egy-egy pár potrohláb nő ki. Ezek a szelvénynyúlványok legtöbbször az úszást, illetve a szaporodást segítik. Az első öt pár úszóláb (pleopodium), a rák ezekkel úszik előre, illetve táplálkozáshoz ezekkel hajtja előre a vizet a benne lebegő anyagokkal. Az utolsó, lemezszerű potrohnyúlvány faroklábbá (uropodium) alakult. Ebből és a végszelvényből (telson) forrt össze a rák farokúszója. A hímeknél egy pár potrohnyúlvány párzószervvé módosult. A nőstények potrohlábaikra ragasztják petéiket, hogy azok folyamatosan oxigénhez juthassanak.
Előbelük vége rágógyomorrá alakult át, középbelükhöz egy terjedelmes mirigy kapcsolódik. Kiválasztó szervük a csápmirigy. Speciális egyensúlyérző szervük egy érzékhámmal borított belsejű üreg, ami az első pár csáp tövében nyílik. Vedlés után az állat apró homokszemcséket tesz az üregbe, és ezek helyzetéből (nyomásából) érzékeli testhelyzetét.

## Életmódjuk
Petéjükből általában zoëa lárva kel ki, ezt esetleg egy naupliusszerű alak előzheti meg. Az édesvízi rákok átalakulás nélkül fejlődnek.

## Rendszerezésük
Rendszerezésük még messze nem egyértelmű; a bizonytalanság már az alrendágak szintjén kezdődik. A rendet két alrendre osztják:
- Mászórákok (Dendrobranchiata) alrendje 2 öregcsaláddal:
  - Penaeoidea
  - Sergestoidea

- Úszórákok vagy garnélák (Pleocyemata, régebben Natantia) alrendje 10 alrendággal:[4]
  - Achelata alrendág
    - Scyllaridae
    - Palinuridae
    - †Cancrinida
    - †tricarnidae

  - satnyafarkú rákok (Anomura) alrendág
    - Aegloidea
    - Galatheoidea
    - Hippoidea
    - Kiwaoidea
    - Lithodoidea
    - Lomisoidea
    - Paguroidea

  - folyami rákok (Astacidea)[5] alrendág 5 öregcsaláddal:
    - Astacoidea
    - Enoplometopoidea
    - Nephropoidea
    - Palaeopalaemonoidea
    - Parastacoidea

  - Axiidea alrendág (9 családdal)
  - rövidfarkú rákok (Brachyura) alrendág 4 tagozatban 39 öregcsaláddal
  - négyollós garnélarákok (Caridea) alrendág 17 öregcsaláddal:
    - Alpheoidea
    - Atyoidea — ennek egyetlen családja az édesvízi garnéláké (Atyidae)[6]
    - Bresilioidea
    - Campylonotoidea
    - Crangonoidea
    - Galatheacaridoidea
    - Nematocarcinoidea
    - Oplophoroidea
    - Palaemonoidea — ennek egyetlen családja az ostoroscsápú garnéláké (Palaemonidea)[6]
    - Pandaloidea
    - Pasiphaeoidea
    - Physetocaridoidea
    - Pleopteryxoidea
    - Procaridoidea
    - Processoidea
    - Psalidopodoidea
    - Stylodactyloidea

  - Gebiidea alrendág (4 családdal)
  - Glypheidea alrendág 2 öregcsaláddal: 
    - Erymoidea
    - Glypheoidea

  - langusztarákok (Palinura) alrendág 2 öregcsaláddal
    - Eryonoidea
    - Palinuroidea
    - és kilenc, öregcsaládba nem sorolt családdal

  - Polychelida alrendág (5 családdal)
  - vakondokrákok (Thalassinidea) alrendág 3 öregcsaláddal
    - Axioidea
    - Callianassoidea
    - Thalassinoidea
    - és öt, öregcsaládba nem sorolt családdal

  - kefés garnélák (Stenopodidea) alrendág (3 családdal)